# ساتوکو اوکودرا
ساتوکو اوکودرا (انگلیسی: Satoko Okudera؛ زادهٔ ۱۹۶۶) فیلم‌نامه‌نویس اهل ژاپن است که اغلب با مامورو هوسودا، کارگردان ژاپنی همکاری می‌کند.

## جوایز
- جایزه آکادمی فیلم ژاپن بهترین فیلم‌نامه - گاکو نو کایدان (۱۹۹۵) برنده[۱]
- جایزه فیلم ماینیجی بهترین فیلم‌نامه - اوهیکوشی (۱۹۹۳) برنده[۱]
- جایزه انیمه توکیو بهترین فیلم‌نامه - دختری که در زمان پرش می‌کرد (۲۰۰۶) برنده،[۲] سامر وارز (۲۰۰۹) برنده[۳]
- جشنواره فیلم یوکوهاما بهترین فیلم‌نامه - شابردومو شابردومو (۲۰۰۷)، کایدان (۲۰۰۷) برنده[۴]